# Movimento Patriota (Estados Unidos)

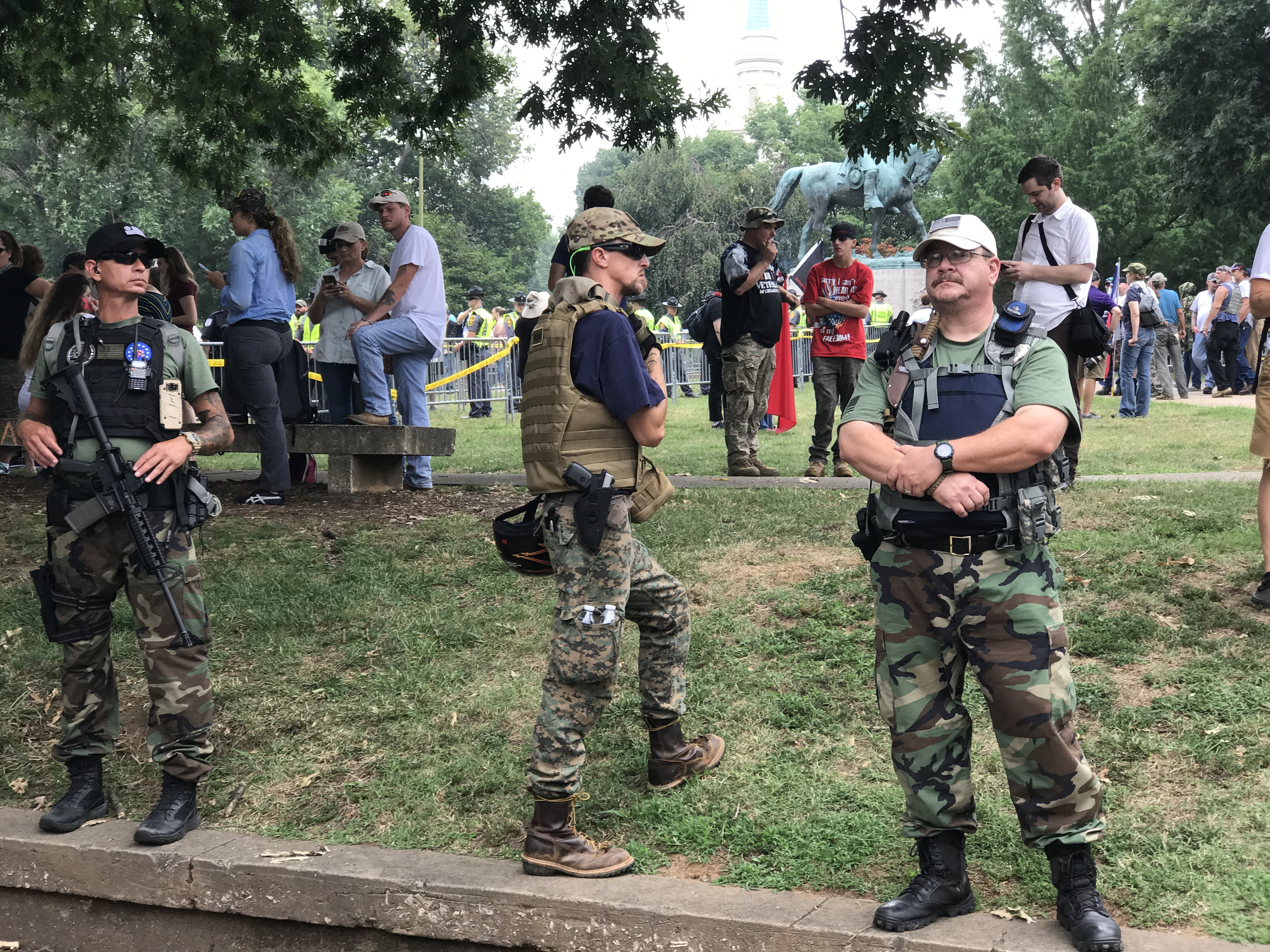
Membros da milícia Three Percenters, em Charlottesville.

Nos Estados Unidos, o movimento patriota (em inglês, Patriot movement) refere-se a uma série de grupos conservadores e independentes, em sua maioría rurais e com poucos integrantes,  estreitamente relacionados com o movimento de milícias e, em muitos casos, de ideologia minarquista, ultradireitista ou fundamentalistas cristãos, de corte apocaliptistas-sobrevivencialistas.
Jornalistas e estudiosos têm associado o movimento patriota ao movimento de milícias de extrema direita, já que ambos realizam ou apoiam atos de violência. Os principais fatos relacionados com as milícias e que estimulam ou inspiram o movimento patriota incluem o cerco de Ruby Ridge (1992), o cerco de Waco (1993)  e os atentados durante os Jogos Olímpicos de Verão, em  Atlanta, Geórgia (1996).

## Descrição
Vários grupos alinhados ao movimento patriota têm sido frequentemente descritos como  racistas, xenófobos, extremistas, antissemitas, islamófobos e violentos, por várias entidades, tais como o SPLC e a Liga Antidifamação, e pelo  FBI.
As descrições do movimento patriota incluem:
- Um movimento diverso que tem como fio condutor uma crescente insatisfação e alienação do governo, o desejo de usar a força das armas para defender seus direitos e uma escatologia conspiratória[3]
- Um tipo de política historicamente associada a paleoconservadores, paleolibertários, grupos de milícias, movimentos contra a imigração e aos defensores da abolição do FED[4]
- Um movimento aberto sobre a Constituição dos Estados Unidos, particularmente a Segunda e a Décima Quarta emendas; como resultado, alguns membros se negam a pagar imposto de renda, e alguns grupos operam seu próprio sistema legal de direito consuetudinário (Customary law)[5]

Além disso, o movimento patriota está associado a:
- Apoio ao movimento da milícia paramilitar, a exemplo da Milícia de Michigan (Michigan Militia)
- Busca de "sinais do fim dos tempos"
- Oposição à vigilância estatal